# Patrick Baz
Pour les articles homonymes, voir Baz.
Patrick Baz, est un photojournaliste franco-libanais né en 1963 à Beyrouth au Liban. 

## Biographie
Patrick Baz est né en 1963 à Beyrouth. Il a commencé sa carrière en tant que photojournaliste en 1982. En 1989, l’AFP (Agence France-Presse) le nomme chef photographe à Jérusalem, où il met en place le premier réseau de photojournalistes palestiniens.
En 1996, il crée et dirige le desk photo pour l’AFP dans la région MENA (Moyen-Orient Afrique du Nord). Lors de ces trois dernières décennies, il couvrira les plus grands conflits (Irak, Koweït, Bosnie, Afghanistan, Printemps arabe en Libye et en Égypte...) qui secouent la planète, ce qui lui a valu plusieurs prix en photojournalisme.
En 2014, il est atteint par un état de stress post-traumatique qui le contraint à réorienter sa carrière.
Depuis 2016, il dirige Factstory.agency au Moyen-Orient et en Afrique du Nord (une filiale de l’AFP).
En 2017, il co-fonde le Beirut Center of Photography (BCP) dont il est l'actuel président. 
Patrick Baz a couvert des conflits au Moyen-Orient et à travers le monde pendant 30 ans pour l'AFP.

## Prix
- Lauréat du prix « Pictures of the Year International » en 1993[4]

## Expositions
- 2005 : L’Extrême Moyen-Orient, Festival Visa pour l’image de Perpignan[4].
- 2017 : Chrétiens du Liban, Platform 59, Beyrouth.
- 2017 : Chrétiens du Liban rites et rituels, Festival Estação de imagem, Coimbra.
- 2019 : Chrétiens du Liban rites et rituels, dans le cadre de l’exposition » C’est Beyrouth » à l’Institut des Cultures d’Islam, Beyrouth.
- 2022 : "War in My Neighbourhood" War Photo Limited (Dubrovnik) https://www.warphotoltd.com/exhibitions/war-in-my-neighbourhood---lebanon52

## Publications
- Don’t take my picture: Iraqis don’t cry, éditions Tamyras, 2009,  (ISBN 978-2360860005)
- Chrétiens du Liban, Rites et Rituels, éditions Tamyras, 2017,  (ISBN 978-2360860913)